# プラージュ (天文学)
プラージュ (Plage) は、太陽の彩層の明るい領域である。羊斑ともいう。通常、黒点の近くに見られる。Plageという用語は、フランス語で「海辺」を意味する言葉に由来する。プラージュの領域のマップは白斑と近いが、後者は空間的な大きさがより小さい。白斑は、太陽定数への強い影響を持ち、より検出しやすいプラージュは、伝統的にこの影響のモニターに用いられてきた。
白斑は、光球の厳密な「ホットウォール」モデルで説明されてきたため、プラージュと白斑の真の物理的な関係は分かっていない。